# Posttakster '79
|  | Denne artikel er oprettet af botten PalnaBot ud fra en ekstern database. Den kan derfor have sproglige fejl eller mangler. Denne skabelon kan fjernes efter kontrol af indholdet. |

Posttakster '79 er en dokumentarfilm instrueret af Ole Askman efter manuskript af Ole Askman.